# والتر وارد (مغني)
والتر وارد (بالإنجليزية: Walter Ward)‏ هو مغني أمريكي، ولد في 28 أغسطس 1940، وتوفي في 11 ديسمبر 2006.